# Astatoreochromis
Astatoreochromis är ett släkte av fiskar. Astatoreochromis ingår i familjen Cichlidae.
Kladogram enligt Catalogue of Life:
| Astatoreochromis | \| \| Astatoreochromis alluaudi \| \| \| \| \| \| Astatoreochromis straeleni \| \| \| \| \| \| Astatoreochromis vanderhorsti \| \| \| \| |
|                  | \| \| Astatoreochromis alluaudi \| \| \| \| \| \| Astatoreochromis straeleni \| \| \| \| \| \| Astatoreochromis vanderhorsti \| \| \| \| |
|                  | Astatoreochromis alluaudi |
|                  | |
|                  | Astatoreochromis straeleni |
|                  | |
|                  | Astatoreochromis vanderhorsti |
|                  | |

## Bildgalleri

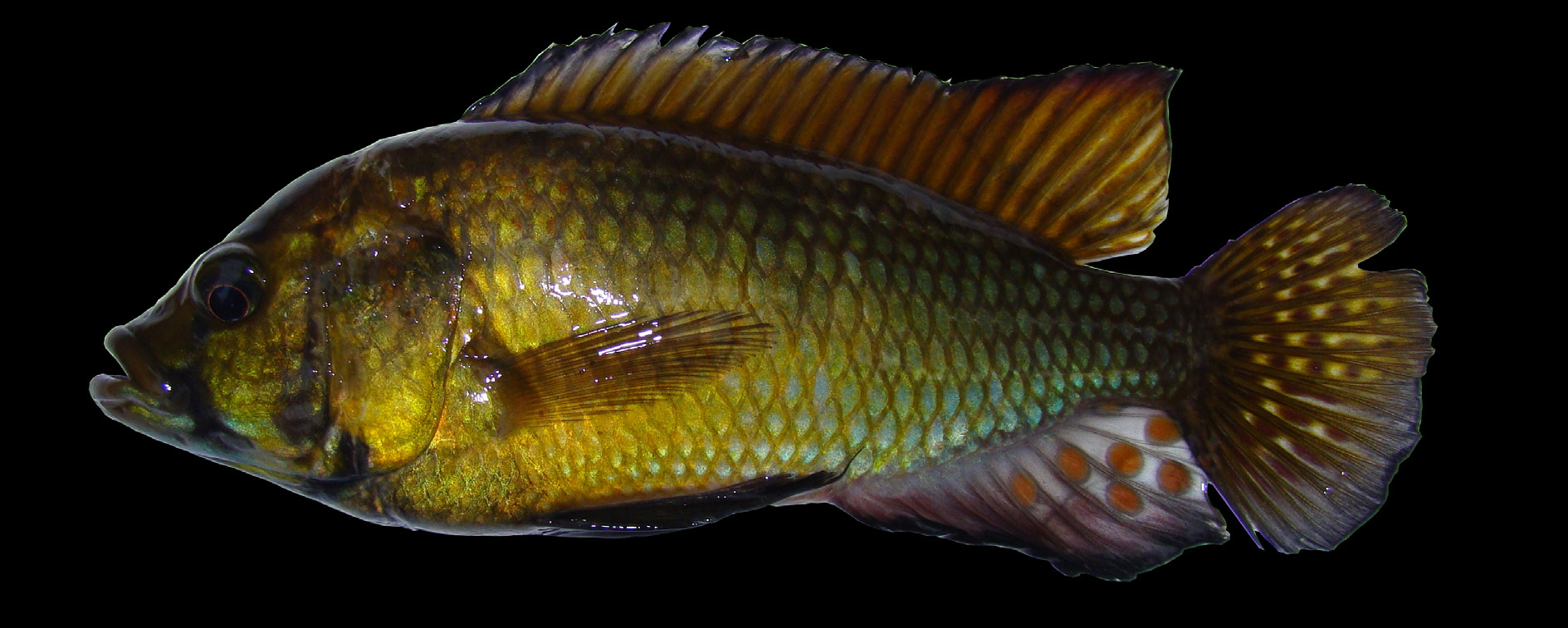
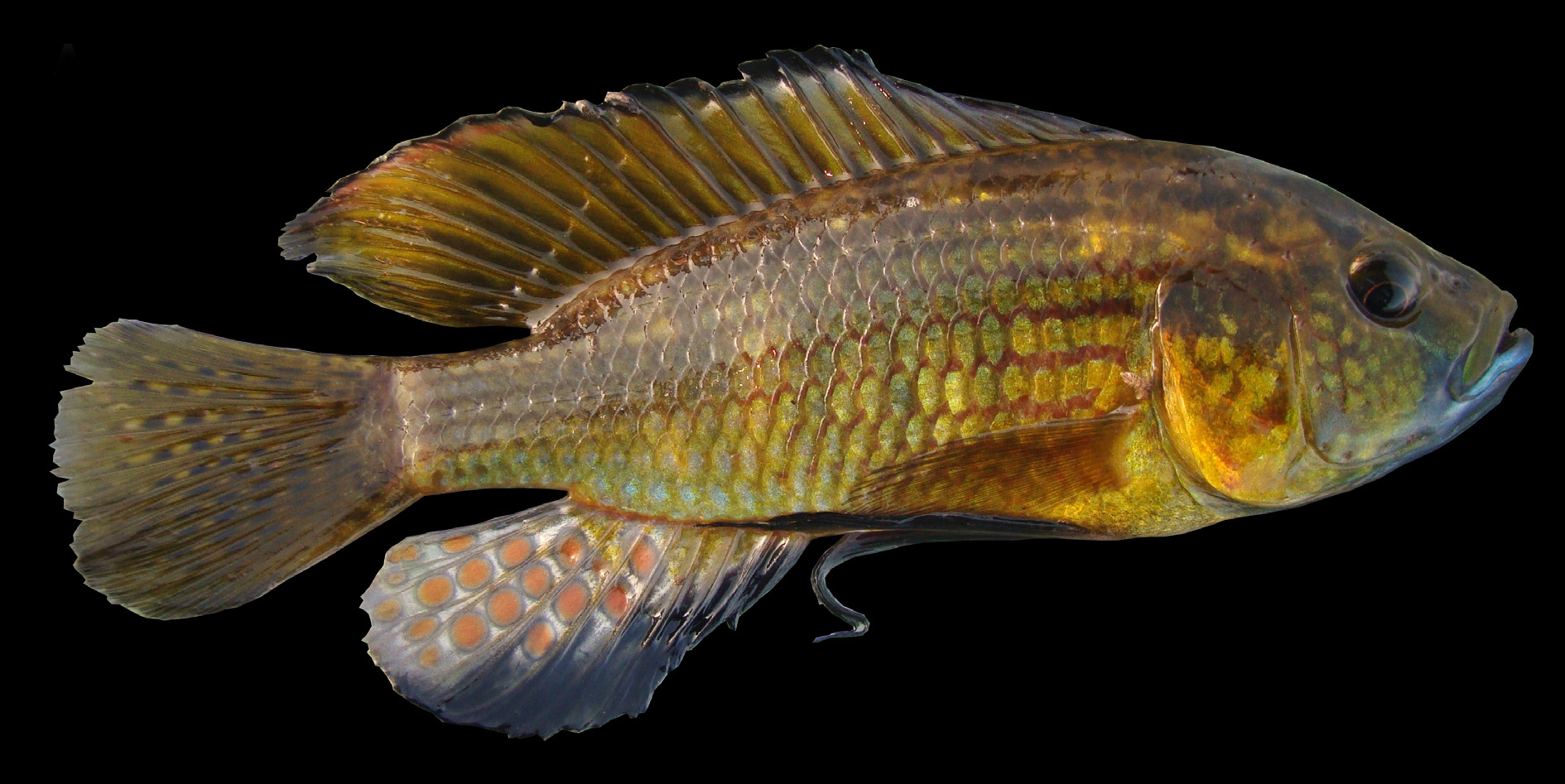